# 13121 Tisza
13121 Tisza (1994 CN9) là một tiểu hành tinh vành đai chính được phát hiện ngày 7 tháng 2 năm 1994 bởi E. W. Elst ở Đài thiên văn Nam Âu.